# Makaira nigricans
La aguja azul (Makaira nigricans), también conocida como aguja azul del Atlántico es una especie de marlín que habita en aguas frías del Atlántico y otros mares contiguos. Se localiza tanto en el norte (Canadá) como en el sur (Argentina), así como en el oeste y en el este (desde las islas Azores a Sudáfrica). Sus rutas migratorias obedecen a la búsqueda de alimento y a las tareas de reproducción (el desove se produce en verano y otoño) y pueden ser trasatlánticas o transecuatoriales. Los ejemplares de esta especie son solitarios, y se les considera bastante agresivos, por lo que son deseados como trofeos en la pesca deportiva. Alcanzan la madurez sexual entre los dos y cuatro años.

## Descripción física
La aguja azul, como otros istioporos tiene el dorso azul oscuro y el vientre plateado y blanco. Tiene dos aletas dorsales, la primera de ellas más desarrollada y característica de esta familia. Posee una mandíbula superior muy desarrollada en forma de espada. Puede alcanzar un tamaño superior a tres metros. La especie se caracteriza por su dimorfismo sexual: las hembras superan los 450 kilos mientras que los machos no suelen superar los 160 kilos.

## Alimentación
Se alimenta de una gran variedad de peces y cefalópodos. Suele atacar a los bancos cercanos a la superficie aunque también se alimenta en las profundidades. 